# Mosedale Beck (Park Beck)
Der Mosedale Beck ist ein Wasserlauf im Lake District, Cumbria, England.
Der Mosedale Beck entsteht östlich des Hen Comb aus einer Reihe von kleinen Zuflüssen und fließt in nördlicher Richtung bis zu seiner Vereinigung mit dem Park Beck.